# Dain Blanton
Dain Blanton (* 28. November 1971 in Laguna Beach (Kalifornien), Vereinigte Staaten) ist ein ehemaliger US-amerikanischer Beachvolleyballspieler, Olympiasieger und der erste Afroamerikaner, der eine Großveranstaltung von internationaler Bedeutung im Beachvolleyball gewonnen hat.

## Karriere
1994 startete Blanton seine AVP-Karriere mit verschiedenen Partnern, dabei war auch Ian Clark, der feste Partner 1995. Mit seinem Partner in den beiden folgenden Jahren, Canyon Ceman, gewann Dain Blanton 1997 das  Turnier von Hermosa Beach und wurde damit als erster Afroamerikaner Sieger bei einem Beachvolleyballturnier von internationaler Bedeutung. Im gleichen Jahr errang der Kalifornier bei seinem zweiten FIVB-Turnier überhaupt an der Seite von Kent Steffes die Bronzemedaille bei der ersten offiziellen Beachvolleyball-Weltmeisterschaft in Los Angeles.
Ab Ende des Jahres trat Blanton mit Eric Fonoimoana an. Die beiden gewannen bis zum Jahr 2000 drei Turniere bei der amerikanischen Tour. Bei der Welttour der FIVB konnten die beiden Amerikaner bis Mitte September 2000 nicht ein einziges Turnier gewinnen. Ausgerechnet bei den Olympischen Spielen in Sydney platzte jedoch der Knoten und nach einem Finalsieg über die Brasilianer Zé Marco und Ricardo gewannen Blanton/Fonoimoana die Goldmedaille. Bis Ende 2001 spielten die beiden noch zusammen, größter Erfolg im letzten Jahr ihrer Zusammenarbeit war ein zweiter Platz an der Stelle des ersten Triumphes von Blanton in Hermosa Beach.
Nach eher mäßigem Erfolg mit Carl Henkel im Jahr 2002 wechselte Dain Blanton 2003 erneut den Beachpartner. Mit Jeff Nygaard gelangen dem Kalifornier drei Siege und ein zweiter Platz bei AVP-Wettbewerben. Diese Bilanz machte die beiden zum AVP Team of the year. Außerdem wurde Blanton als bester Offensivspieler ausgezeichnet. Mit Nygaard gewann er in diesem Jahr auch sein erstes (und einziges) reguläres FIVB-Turnier auf Rhodos in Griechenland. 2004 war Dain Blanton der erste US-amerikanische Beachvolleyballer, der an seinen zweiten Olympischen Spielen teilnahm, mit Jeff Nygaard als Partner. Die beiden schieden jedoch als Gruppenletzte in der Vorrunde aus. Im gleichen Jahr gelang den beiden Amerikanern noch ein Erfolg bei der AVP-Tour in Chicago. Dies war gleichzeitig der letzte Sieg von Dain Blanton bei einem AVP oder FIVB-Turnier.
In den kommenden Jahren wechselte er noch häufig seine Partner, spielte auch noch einige Turniere mit dem Mitstreiter seines größten Erfolges Eric Fonoimoana, ehe er Ende 2008 seine Karriere beendete.

## Privates
Blanton wuchs in Laguna Beach in Kalifornien auf. Auf der Laguna Beach High School spielte er Basketball. Zusätzlich entschied er sich als elfjähriger für Volleyball, um seinem Bruder Kurt nachzueifern. Im Anschluss an die High School studierte Dain Blanton an der Pepperdine University und machte sein Examen in Public Relations. Er war Finalist in der Fernsehshow „The Bachelor“. Heute arbeitet der Kalifornier als Sportkommentator und berichtet unter anderem über die Basketballmannschaft Los Angeles Lakers, die Baseballteams Dodgers und Angels und über die Wettbewerbe der AVP und FIVB im Beachvolleyball.